# Јован Путник
 Јован Путник (Бела Црква, 25. децембар 1914 — Београд, 22. септембар 1983) био је југословенски и српски позоришни редитељ и театролог.

## Биографија
Рођен је у породици Добриле и Василија. Његов отац био је адвокат и доктор правних наука. Завршио је Филозофски факултет у Београду као и драмски одсек Музичке академије.
Током студентских дана почео да ради као асистент редитеља Хрисана Цанкова (У логору Мирослава Крлеже), потом Радомира Плаовића (Вода са планине Р. Плаовића и М. Ђоковића), те Вере Греч, Поликарпа Павлова и др Ериха Хецла.
Незадовољан стеченим знањем, одлучио је да заврши курс Жака Делкроза, у Музичкој школи „Станковић“, код Луја Давича, а потом је похађао предавања и вежбе у Институту за покрет Рудолфа фон Лабана у „Helerauschule“ у Лаксенбургу, крај Беча, и Студиј Мери Вигман у Дрездену. Проблеме сценског простора проучавао је у Студију следбеника Декура у Паризу.
У Бечу се упознао и са учењем Сигмунда Фројда и уметношћу М. Рајнхарта, а гледао је и три представе Вахтангова.
Након повратка у земљу 1939. приредио је на Коларчевом народном универзитету, са Вером Крстић и Силвијем Бомбарделијем, играчко-мимско-музичко-говорно-рецитаторски програм синтетичке „новоигре“, коју ће део критике оквалификовати као „некритичну дрскост“.
Режирао је у Белој Цркви (Савремена сцена и Театар „Жарко Васиљевић“), водећим позориштима Србије, Босне и Херцеговине као и „Theatre entre deux mondes“ у Паризу.
Руководио је научноистраживачким пројектима из области психологије и логике.
Путник је објавио на десетине радова из теорије позоришта и естетике.
Он је био суплент и професор Гимназије у Белој Цркви, професор и директор Учитељске школе у Вршцу, професор у Учитељској и Вишој социјално-педагошкој школи у Загребу.
Радио је као новинар „Правде“, „Дневника“ и „Вечерњих новости“, уредник Радио Београда, намештеник Дома слепих и глувонемих у Земуну, директор драма, професор Средње позоришне школе у Новом Саду, Позоришне академије у Београду, професор и директор Драмског студија у Зрењанину.
Био је редитељ опере и драме Српског народног позоришта.
У Крушевачком позоришту је био уметнички руководилац и редитељ.
Реализовао је више од 220 премијера.
По властитој жељи сахрањен је у Белој Цркви.

## Награде
- Стеријина награда за режију[1]
- Више награда Удружења драмских уметника Србије и Босне и Херцеговине[1]
- Републичка награда БиХ „27. јул[1]
- Награда Скупштине града Зенице[1]

## Дела
- Свет као ми, 1936.[1]
- Низ стрмен, 1937.[1]
- Женидба врапца подунавца, 1945.[1]
- Лењин, 1945.[1]
- На Дунаву ноћ, 1951.[1]
- Руђер Бошковић, 1953.[1]
- Вук, 1953.[1]
- Антон Маврак, 1974.[1]
- Насрадин у Травнику, 1974.[1]
- Америчке приче, 1976.[1]
- Хероји не умиру, 1976.[1]
- Будућност је почела, 1976.[1]
- Велики пут, 1977.[1]
- Пролегомена за позоришну естетику, постхумно, 1985.[2]

Драматизације
- Гроб у житу (по Ћопићу, 1946)[1]
- Зелено, волим те зелено (по Лорки, 1954)[1]
- Кротка (по Достојевском, 1960)[1]
- Смрт Смаил-аге Ченгића (по Мажуранићу, 1963)[1]
- Метаморфозе (по Кафки, 1965)[1]
- Пасха носача Самуела (по Самоковлији, 1966)[1]
- Дервиш и смрт (по Селимовићу, 1967)[1]
- Ветрови корачају (по Ж. Васиљевићу, 1969)[1]
- Хроника о Мармеладовима (по Достојевском, 1973)[1]
- Њеточка Њезванова (по Достојевском, 1974)[1]
- Стојанка, мајка кнешпољка (по С. Куленовићу, 1974)[1]
- Титов напријед (по Назору, 1975)[1]
- Бајка о рибару и рибици (по Пушкину, 1975)[1]
- Црвене тице (по Б. Миљковићу, 1976)[1]
- Доживљаји Чичикова (по Гогољу, 1977)[1]
- Ветар над Србијом (по Лази Лазаревићу, 1977)[1]
- Лабудово језеро (по Чајковском, 1980)[1]

## Изабрана театрографија
- Страдија
- Срећни дани[1]
- Авети[1]
- Невине[1]
- Волшебни магарац[1]
- Мадам Батерфлај[1]
- Слепи миш[1]
- У долини[1]
- Орфеј[1]
- Кармен[1]
- Дорица плеше[1]
- Отмица из сераја[1]
- Отело (Верди)[1]
- Четири грубијана[1]
- Трубадур[1]
- Дом Бернарде Албе[1]
- Хвалисави војник[1]
- Људи без вида[1]
- На западним котама[1]
- Крвава свадба[1]
- Лек за жене или Уображена болесница[1]
- Скендербег[1]
- Љубав дон Перлимплина[1]
- Страдија[1]
- Смрт Смаил-аге Ченгића, Јерма[1]
- Кир Јања[3]